# Eduardo Carvalho
Eduardo Carvalho (Mirandela, 1982. szeptember 12. –) portugál válogatott labdarúgó.

## Klub karrierje
A húszas évei elejéig kellett várnia, míg bemutatkozhatott az SC Braga csapatánál.2007-ben kölcsönben szerepelt a Beira-Mar együttesénél.
A következő szezont is kölcsönben töltötte,most a Vitória FC-nél.Csapata egyik legjobbja volt. Nagy szerepet vállalt a klub menetelésében.
A 2008-09-es szezonban visszatért a SC Braga-hoz. Meggyőző teljesítményt nyújtott a kapuban.
2010. július 7-én az olasz Genoa CFC együttesébe igazolt 4.000.000 euróért, az olasz klubbal 4 éves szerződést kötött. A Braga 25%-kal részesedik az eladási árából, ha a Genoa eladja.
Első szezonjában stabil helye volt a kapuban. 2011 júliusában visszatért Portugáliába az SL Benfica együtteséhez. 
2014 és 2016 között a horvát GNK Dinamo Zagreb hálóját védte.2016-ban az angol Chelsea FC igazolta le a veterán hálóőrt.

## Válogatott
A 2010-es labdarúgó-világbajnokság-selejtezőn a Dán labdarúgó-válogatott és a Máltai labdarúgó-válogatott ellen Quim helyett védett.
2009. február 11-én a Finn labdarúgó-válogatott ellen debütált. A világbajnokságon az Elefántcsontparti labdarúgó-válogatott, a Észak-koreai labdarúgó-válogatott és a Brazil labdarúgó-válogatott ellen gól nélkül hozta a mérkőzést, majd a Spanyol labdarúgó-válogatott ellen David Villa fogott ki rajta.
A 2012-es labdarúgó-Európa-bajnokság selejtezőjében 450 percet védett. Riválisa Rui Patrício volt a keretben. Az európa-bajnokságra utazó keret tagja.

## Sikerei, díjai
Vitória
- Taça da Liga: 1

2007-08
Braga
- Intertotó-kupa: 1

2008
Benfica
- Taça da Liga: 1

2011-12
Portugália
- Európa-bajnok

2016